# Manfred Werber
Manfred Werber (* 1938) ist ein deutscher Rechtswissenschaftler.

## Leben
Nach der Promotion am 9. November 1967 zum Dr. iur. in Hamburg lehrte er dort von 1977 bis 2002, bis 1978 als Wissenschaftlicher Rat und Professor, als Professor für Bürgerliches Recht und Versicherungsrecht.

## Schriften (Auswahl)
- Die Gefahrerhöhung im deutschen, schweizerischen, französischen, italienischen, schwedischen und englischen Versicherungsvertragsrecht. Karlsruhe 1967, OCLC 163712686.
- mit Gerrit Winter: Grundzüge des Versicherungsvertragsrechts. Heidelberg 1986, ISBN 3-8114-9485-6.
- als Herausgeber mit Walter Karten und Gerrit Winter: Lebensversicherung und Geschäftsbesorgung. Kolloquium in Memoriam Karl Sieg, Hamburg, 30. September 1998. Karlsruhe 1998, ISBN 3-88487-747-X.
- als Herausgeber mit Robert Koch und Gerrit Winter: Der Forschung – der Lehre – der Bildung. 100 Jahre Hamburger Seminar für Versicherungswissenschaft und Versicherungswissenschaftlicher Verein in Hamburg e.V. Karlsruhe 2016, ISBN 978-3-89952-800-8.